# Annetje Fels-Kupferschmidtbrug
Annetje Fels-Kupferschmidtbrug (Brug 418) is een vaste brug in Amsterdam-Zuid.

## Ligging
De brug ligt over het Zuider Amstelkanaal, in de Diepenbrockstraat, de verbinding tussen de Stadionweg en de RAI. Ten zuidwesten van de brug ligt het Beatrixpark. Ten oosten van de brug staat Vrijburg, de van oorsprong Remonstrantse kerk van Jordanus Roodenburgh, een rijksmonument.

## Geschiedenis
De brug is al te zien op de ontwerptekening van Hendrik Petrus Berlage van het Plan Zuid uit 1917. Het zou echter nog jaren duren voordat er hier een brug kwam. In 1931 budgetteerde de gemeente Amsterdam ruim een miljoen gulden voor de aanleg van een achttal bruggen in Zuid.
Vervolgens waren er redenen om geen bruggen te bouwen. Er kwam een economische crisis en daarna brak de Tweede Wereldoorlog uit. Bovendien ontwikkelde het gebied ten zuiden van het Zuider Amstelkanaal zich minder snel dan gedacht. De genoemde kerk stond in 1933 eigenlijk nog op een zandvlakte, de Diepenbrockstraat hield op bij het Zuider Amstelkanaal en bereikte de kerk dus niet. Er kwam toen wel een semipermanente brug op verzoek van die geloofsgemeenschap. In 1938 dacht de omgeving dat die brug vervangen zou worden vanwege grootscheepse werkzaamheden aldaar, maar het bleek toen te gaan over het plaatsen van een zinker voor het waterleidingstelsel. Aan het begin van de Tweede Wereldoorlog mochten alleen de bruggen in de Beethovenstraat (brug 417) en Parnassusweg (brug 415 vereenvoudigd (geen beton maar baksteen) afgebouwd worden.
De aanleg voor een definitieve verbinding liet dus op zich wachten. In 1953 namen de plannen voor een definitieve brug vastere vormen aan. Toch werd de vervanging van de houten noodbrug ook in 1955 uitgesteld, er kon immers toch al gemotoriseerd verkeer over de brug. Wel werd de gemeente Amsterdam door de ANWB op de vingers getikt, want diverse automobilisten klaagden over de smalte van de noodbrug. De belofte van de gemeente om in 1957 daar een vaste brug te hebben werd niet nagekomen, de brug werd zelfs in juni 1957 verboden verklaard voor gemotoriseerd verkeer. Men wilde de brug wel vrijgeven voor normaal autoverkeer, maar het bleek dat ook zwaar beladen vrachtauto's er dan gebruik van wilden maken, zodat er verkeersagenten bij de brug geposteerd moesten worden; een te kostbare aangelegenheid. Daarom werd de brug alleen bij voetbalwedstrijden voor beperkt autoverkeer opengesteld, zodat maximaal zeven auto's tegelijkertijd over de brug konden; het maximum vond Gerrit Feiko Janssonius, de bruggenbaas van de Dienst der Publieke Werken destijds.
Een vaste brug was nog steeds een wens, maar bruggen in de nieuwbouwwijken in Amsterdam Nieuw-West kregen voorrang. Toen Amsterdam eenmaal wel wilde beginnen, werd ze getroffen door een bestedingsbeperking van het Rijk. Toen er weer enigszins geld was kon begonnen worden met de bouw van brug 418 naar een ontwerp van Dick Slebos, terwijl ongeveer tegelijkertijd de aanleg van brug 705 (Cornelis Lelylaan/Johan Huizingalaan) werd gestart. De brug werd gebouwd voor 600.000 gulden, kreeg een rijweg van 17 meter breed (totale breedte 30 meter) en de pijlers van gewapend beton bekleed met graniet. De bouwtijd zou circa 45 weken vergen. Dat werd (opnieuw) niet gehaald, maar midden oktober 1959 werd de brug uiteindelijk opengesteld voor verkeer.
De brug bestaat uit een betonnen overspanning. Die licht welvende overspanning wordt gedragen door twee series van opengewerkte pijlers (in een kelkvorm). Deze doen sterk denken aan die van brug 705, ontworpen door Dirk Sterenberg. Slebos en Sterenberg werkten vaak samen aan ontwerpen. Als balustrades werd metaal gebruikt, dat enigszins sierlijk was, iets wat vaker terug te vinden is bij Slebos en Sterenberg. Voor de landhoofden van hun bruggen lieten Slebos en Sterenberg zich soms inspireren door hun voorganger Piet Kramer en dat is hier ook deels het geval. Aan de einden van de bruggen staan opgemetselde muurtjes en drempels, die doen denken aan de Amsterdamse School waarin Kramer werkte. 

## Tenaamstelling
De tenaamstelling kwam pas in 2023. Toen kreeg de brug haar naam Annetje Fels-Kupferschmidtburg, vernoemd naar Annetje Fels-Kupferschmidt, holocaustoverlevende en jarenlang betrokken bij het Nederlands Auschwitz Comité. Het duurde nog tot mei 2025 voordat de naamplaat in aanwezigheid van dochter Ellen Fels en Jacques Grishaver werd onthuld.

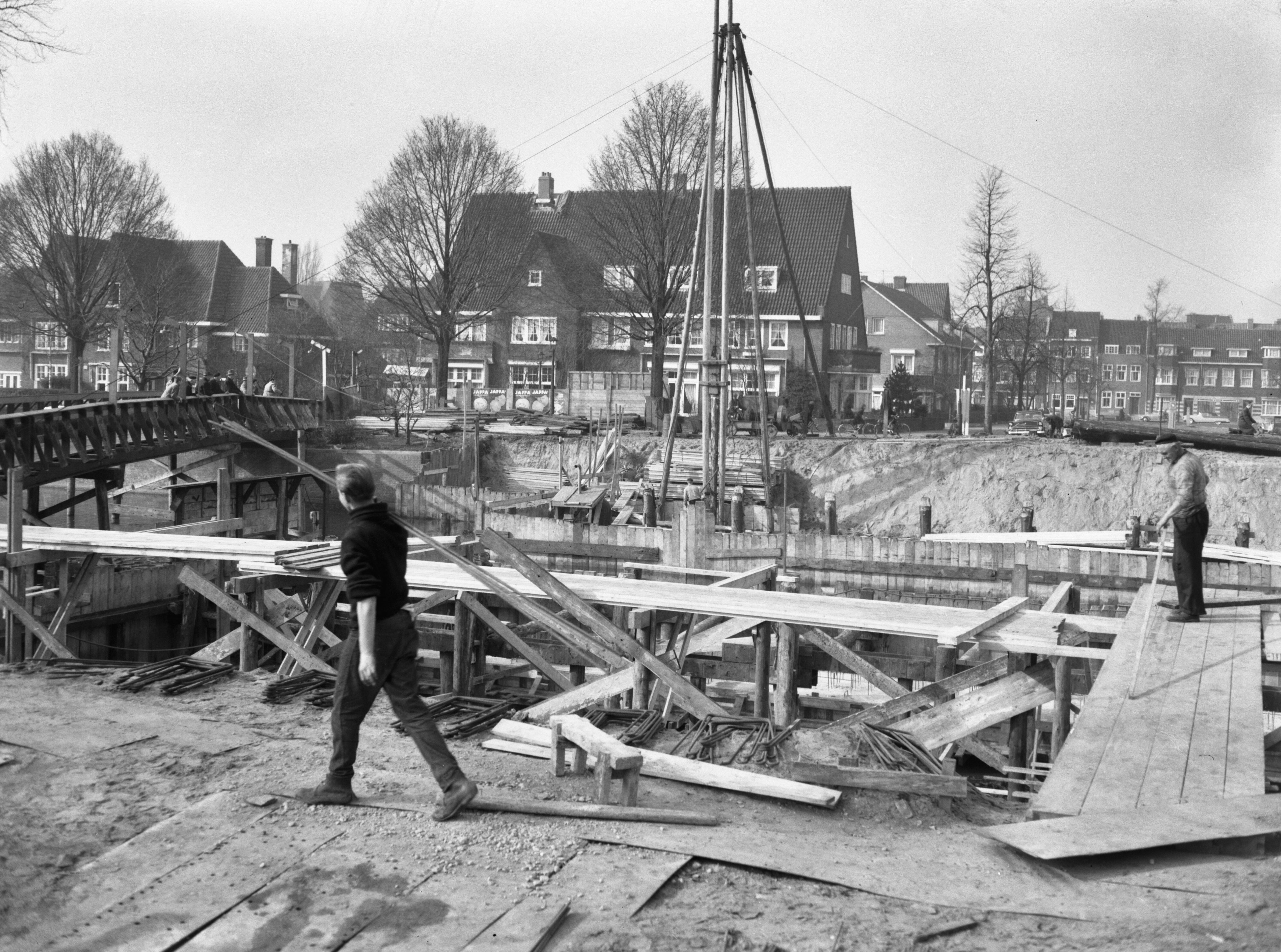
Brug 418 in aanbouw met noodbrug (naar Stadionkade gezien, maart 1959)
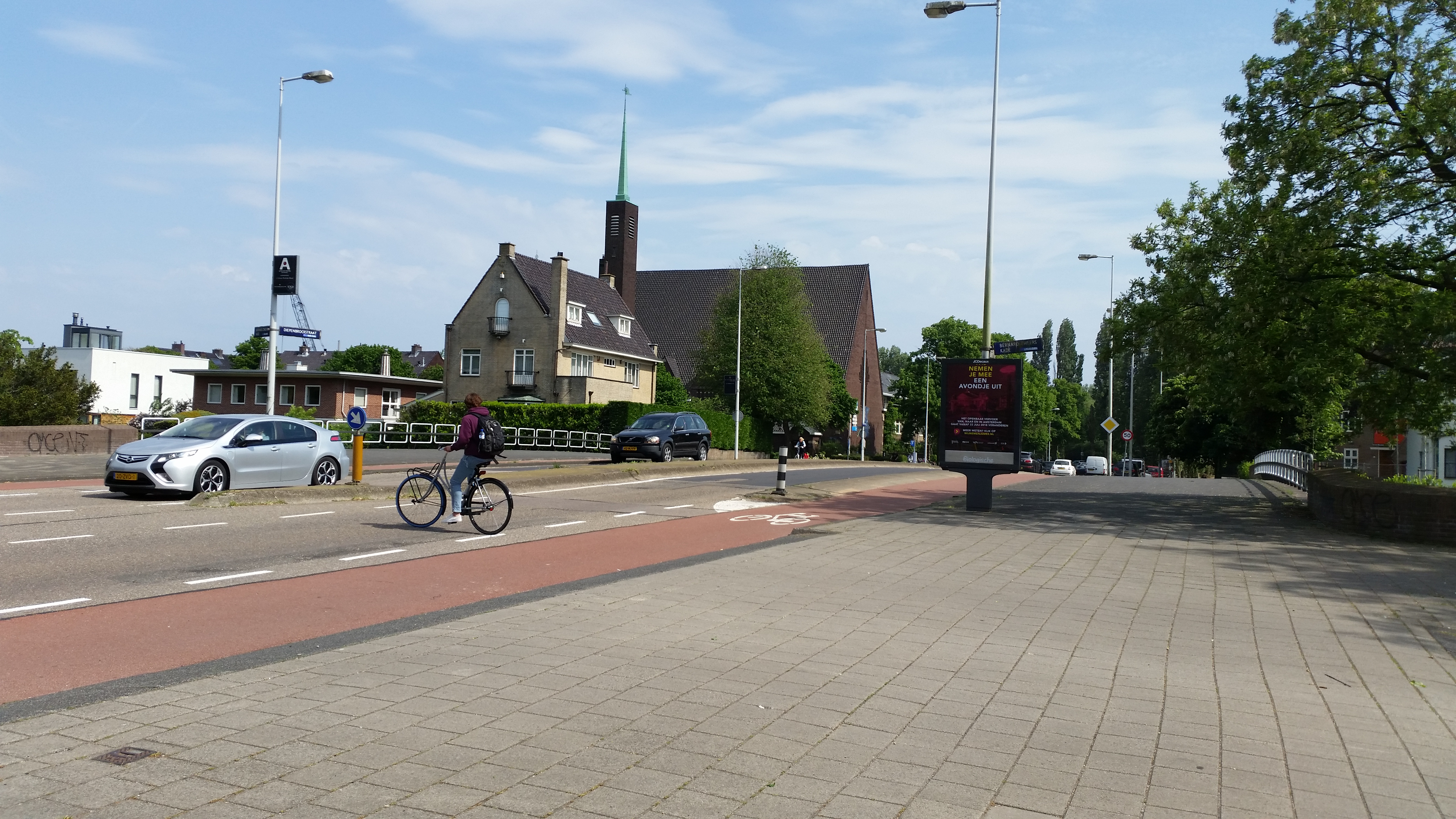
Brug 418 in de lengte gezien met Vrijburg (vanaf Stadionkade gezien, mei 2018)
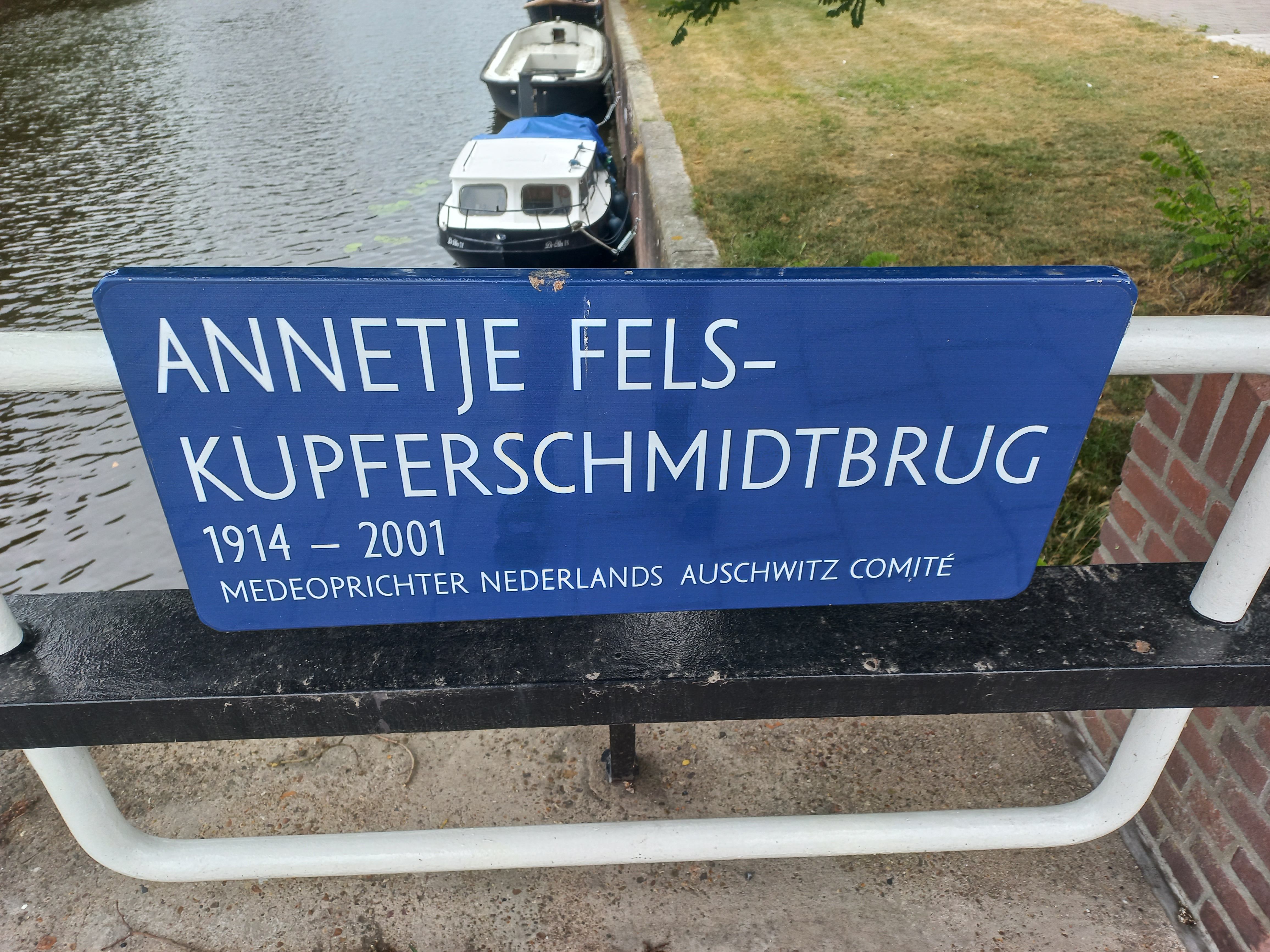
Naamplaat (juli 2025)

<<< · 400 · 401 · 402 · 403 · 404 · 405 · 406 · 407 · 408 · 409 · 410 · 411 · 413 · 414 · 415 · 416 · 417 · 418 · 419 · 420 · 421 · 422 · 423 · 424 · 425 · 427 · 429 · 430 · 431 · 432 · 433 · 434 · 435 · 436 · 437 · 438 · 439 · 440 · 441 · 442 · 443 · 444 · 445 · 446 · 447 · 448 · 449 · 450 · 451 · 452 · 453 · 454 · 455 · 456 · 457 · 458 · 459 · 460 · 461 · 462 · 463 · 464 · 465 · 466 · 469 · 470 · 471 · 472 · 473 · 474 · 475 · 476 · 478 · 479 · 480 · 482 · 483 · 485 · 486 · 487 · 488 · 489 · 490 · 491 · 492 · 493 · 494 · 495 · 496 · 497 · 499 · >>>
Brugnummers 412, 426, 428, 467, 468, 477, 481, 484 en 498 zijn niet (meer) vergeven.